# Outines
Outines ist eine französische Gemeinde im Département Marne in der Region Grand Est. Sie hat eine Fläche von 15,41 km² und 131 Einwohner (2022).

## Geografie
Die Gemeinde Outines liegt nahe dem größten französischen Stausee Lac du Der-Chantecoq, etwa 22 Kilometer südlich von Vitry-le-François. Im Südosten grenzt das Gemeindegebiet von Outines an das Département Aube und das Département Haute-Marne. Nachbargemeinden sind: Saint-Remy-en-Bouzemont-Saint-Genest-et-Isson, Arrigny, Châtillon-sur-Broué, Giffaumont-Champaubert, Droyes, Bailly-le-Franc, Joncreuil, Arrembécourt, Margerie-Hancourt und Drosnay.

## Bevölkerungsentwicklung
| Jahr                       | 1962 | 1968 | 1975 | 1982 | 1990 | 1999 | 2005 | 2010 | 2018 |
| -------------------------- | ---- | ---- | ---- | ---- | ---- | ---- | ---- | ---- | ---- |
| Einwohner                  | 253  | 223  | 204  | 164  | 128  | 134  | 148  | 150  | 131  |
| Quellen: Cassini und INSEE |      |      |      |      |      |      |      |      |      |

## Sehenswürdigkeiten
- Kirche St-Nicolas (Monument historique), erbaut im 16./17. Jahrhundert

## Weblinks

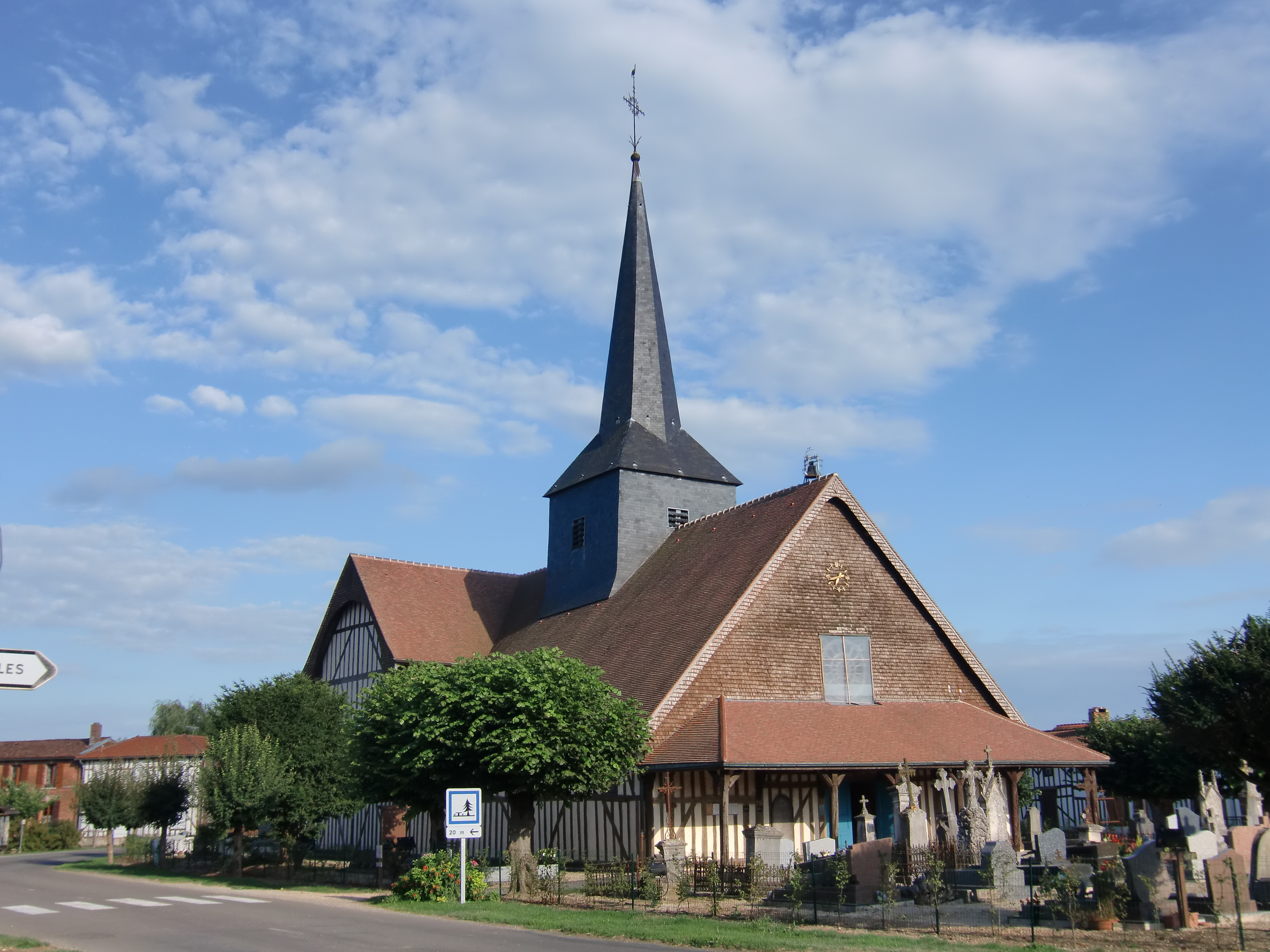
Kirche St-Nicolas